# Zheng Zhenduo
Zheng Zhenduo (ur. 12 grudnia 1898 w Yongija (obecnie Wenzhou), zm. 17 października 1958) – chiński historyk literatury, krytyk literacki i pisarz.

## Życiorys
Podczas studiów pisał krótkie opowiadania i wiersze, później uzupełniał wykształcenie w Szanghaju i Pekinie, gdzie włączył się w ruch na rzecz reform literackich i zajął się studiami regionalnej chińskiej literatury. Wraz z innymi młodymi pisarzami założył pismo " Xiaoshuo yuebao", w którym były zamieszczane krótkie opowiadania oraz poezje, eseje i tłumaczenia; Zheng wydawał regionalny dział tego pisma w Pekinie, a w 1926 został jego głównym wydawcą. W 1927-1928 podróżował do Europy, spędzając większość tego czasu w bibliotekach Paryża i Londynu w poszukiwaniu informacji o ulubionym przedmiocie – chińskiej literaturze regionalnej. W 1932 opublikował pierwszą większą pracę o chińskiej regionalnej literaturze, a także 3 tomy na temat rosyjskiej literatury. Podczas wojny chińsko-japońskiej 1937-1945 włóczył się po ulicach Szanghaju, poszukując wielu skarbów literatury, których prywatni właściciele zostali zmuszeni do sprzedania ich. Po wojnie kierował instytucjami należącymi do ministerstwa kultury, pracował na rzecz promocji międzynarodowej współpracy kulturalnej. Zginął w wypadku samolotu wiozącego delegatów instytucji kulturalnych do Afganistanu.